# استان گیا لای
استان گیا لای (به لاتین: Gia Lai Province) یک استان در ویتنام است که در منطقه سنترال هایلندز ویتنام واقع شده‌است.

## خصوصیات
استان گیا لای ۱۵٬۴۹۴٫۹ کیلومترمربع مساحت و ۱٬۲۷۷٬۶۰۰ نفر جمعیت دارد.